# 伊斯迪洛足球會
伊斯迪洛足球會，常稱杜尚別獨立隊，簡稱“獨立FC”，是一間位於塔吉克杜尚別的職業足球會。成立於2007年，現於塔吉克足球聯賽角逐。2015年亞洲足協盃亞軍。隊名中Истиклол在塔吉克語中的意思是「獨立」。

## 成就
塔吉克超級足球聯賽 (13)2010, 2011, 2014, 2015, 2016, 2017, 2018, 2019, 2020, 2021, 2022, 2023, 2024
塔吉克盃 (4)2009, 2010, 2013, 2014
塔吉克超級盃 (4)* 2010, 2011, 2012, 2014
亞洲足協會長盃 (1)2012

## 外部連結
- （俄文） Official website（页面存档备份，存于）